# 呂雪鳳
呂雪鳳（1964年5月8日—），出生於台灣，臺灣女演員。現為「陳美雲歌劇團」資深演員及導演，並擔任臺灣戲劇專科學校老師。台北市95年歌仔戲觀摩匯演時，她曾以《楊金花》入選優秀演員獎。2015年以《醉·生梦死》分別榮獲第17屆台北電影獎及第52屆金馬獎最佳女配角獎。

## 生平
呂雪鳳出身歌仔戲世家，父母都是歌仔戲演員，因此她出生就跟著戲班全台走透透，3歲就上戲台唱歌、5歲演戲，從早期的野台戲、結合賣藥團的「落地掃」（指在平地而非舞台演出的歌仔戲），到1980年代後登上大劇院的演出，她都經歷過。
16歲時，參加彰化縣員林市「南管生新樂高甲（交加）戲劇團」學習南管戲生腳、旦腳以及丑腳等科步藝術，之後也隨團願赴菲律賓演出南管高甲（交加）戲。17歲加入「珠玉鳳」學習歌仔戲，18歲成為當家小生，陸續加入台中「聯興」、「玉興」歌仔戲班，為使演出技藝精進，曾跨團學習京戲、客家戲等其它劇種，擅長小生，童生及丑角。

## 爭議事件
以《醉·生夢死》獲得第52屆金馬獎最佳女配角的呂雪鳳，入圍第二次便獲獎，在電影當中表現傑出的她，一上台的感性落淚致詞原先讓人大讚，但因為致詞過長，八分鐘的時間讓網友不免反彈，甚至批踢踢網友還說「感言太久變廢言」。並有網友諷刺是「史上講最久得獎人」，被指講到最後失控爆走，直言：「這時候才知道趕人音樂的重要性！」而在她之後，香港演員白只獲最佳男配角，台上感言也講了約5分鐘，也有網友虧大概是受呂雪鳳影響，因此暢所欲言。
金馬獎頒獎典禮當晚她在後台受訪表示：「我都沒謝親人，全都感謝業界，覺得長可以轉台，愛不愛、喜不喜歡是主觀，我無法迎合所有人。」而她經紀人說：「雪鳳姊其實昨晚根本沒有準備講稿，才會在台上因為太激動而講那麼久，不過，她真的只是想分享得獎喜悅給大家，也很感謝劇組的栽培。」

## 影視作品

### 電影
| 年份   | 片名                     | 角色       |
| 2010年 | 《當愛來的時候》         | 大媽       |
| 2011年 | 《雞排英雄》             | 阿水嬸     |
| 2012年 | 《金孫》                 | 吳麗花     |
| 2012年 | 《吉林的月光》           |            |
| 2014年 | 《鐵獅玉玲瓏》           | 歌仔戲小生 |
| 2015年 | 《鐵獅玉玲瓏2》          | 舜嬤       |
| 2015年 | 《擁抱的記憶》           | 母親       |
| 2015年 | 《醉·生夢死》            | 母親       |
| 2015年 | 《五星級魚干女》         | 旅店女中   |
| 2016年 | 《大尾鱸鰻2》            | 天天媽     |
| 2017年 | 《帶我去月球 》          | 玉蘭花婆婆 |
| 2017年 | 《地圖的盡頭》           | 阿鳳姨     |
| 2018年 | 《角頭2：王者再起》      | 阿超嬤     |
| 2018年 | 《盛情款待》             | 柏豪媽     |
| 2018年 | 《阿虎》                 | 阿虎媽     |
| 2018年 | 《范保德》               | 莊素如     |
| 2019年 | 《那個我最親愛的陌生人》 | 王鳳       |
| 2019年 | 《絕世情歌》             | 厚生母     |
| 2021年 | 《緝魂》                 | 張媽       |
| 2021年 | 《揭大歡喜》             | 阿嬤       |
| 2022年 | 《嗨！神獸》             | 阿嬤       |
| 2022年 | 《查無此心》             |            |
| 2025年 | 《96分鐘》               |            |
| 2026年 | 《我的棋王爺爺》         |            |

### 劇集
| 年份   | 電視台                 | 劇名                          | 飾演角色   |
| 2017年 | 台視                   | 《植劇場－積木之家》          | 大偉媽     |
| 2019年 | 台視                   | 《我是顧家男》                | 沈愛梅     |
| 2019年 | 華視                   | 《鬥陣來鬧熱》                | 柳豔紅     |
| 2014年 | 八大綜合台             | 《流氓蛋糕店》                | 阿嬤       |
| 2019年 | 八大綜合台             | 《一起幹大事》                | 捐錢阿姨   |
| 2014年 | TVBS歡樂台             | 《16個夏天》                  | 唐母       |
| 2014年 | 客家電視台             | 《在河左岸》                  | 阿珠       |
| 2019年 | 客家電視台             | 《四分之3》                   | 阿嬌姨     |
| 2010年 | 公視                   | 《搖滾保母》                  | 陳雪       |
| 2012年 | 公視                   | 《回家作業》                  | 吳寶妹     |
| 2012年 | 公視                   | 《煙火》                      | 母親       |
| 2015年 | 公視                   | 《孝悌兒童》                  | 阿嬤       |
| 2016年 | 公視                   | 《我媽的婚禮》                | 春琴       |
| 2019年 | 公視                   | 《阿蒂美髮店》                | 李鳳珠     |
| 2020年 | 公視                   | 《爹地殺手》                  | 麵攤老闆娘 |
| 2022年 | 公視                   | 《茁劇場－誰說媽媽像月亮》    | 洪李金滿   |
| 2011年 | 三立台灣台             | 《愛。回來》                  | 林麗鳳     |
| 2012年 | 三立台灣台             | 《牽手》                      | 花毛滿妹   |
| 2013年 | 三立台灣台             | 《含笑食堂》                  | 劉楊秋鑾   |
| 2013年 | 三立台灣台             | 《天下女人心》                | 呂玉蓮     |
| 2013年 | 三立台灣台             | 《世間情》                    | 吳淑芬     |
| 2014年 | 三立台灣台             | 《阿母》                      | 阿撿姨     |
| 2015年 | 三立台灣台             | 《甘味人生》                  | 李陳菊     |
| 2015年 | 三立台灣台             | 《戲說台灣-王母娘娘賜婚》     | 王母娘娘   |
| 2015年 | 三立台灣台             | 《戲說台灣-王母娘娘断双妻命》 | 王母娘娘   |
| 2015年 | 三立台灣台             | 《戲說台灣-王母娘娘渡血劫》   | 王母娘娘   |
| 2016年 | 三立台灣台             | 《紫色大稻埕》                | 阿雪       |
| 2018年 | 三立台灣台             | 《金家好媳婦》                | 周蕙萍     |
| 2014年 | 三立都會台、東森綜合台 | 《我的寶貝四千金》            | 許鳳儀     |
| 2015年 | 三立都會台、東森綜合台 | 《料理高校生》                | 馬奶奶     |
| 2016年 | 三立都會台、東森綜合台 | 《大人情歌》                  | 高林滿滿   |
| 2017年 | 三立都會台、東森綜合台 | 《只為你停留》                | 劉橙妹     |
| 2019年 | 三立都會台、東森綜合台 | 《一千個晚安》                | 李翠霞     |
| 2020年 | 客家電視台             | 《四分之3》                   | 阿嬌姨     |
| 2021年 | HBO                    | 《誰在你身邊》                | 郝姨       |
| 2023年 | 愛奇藝、八大戲劇台     | 《不良執念清除師》            | 蓮花奶奶   |
| 2023年 | 公視、三立都會台       | 《地獄里長》                  | 父母殿殿主 |
| 2023年 | Netflix                | 《人選之人-造浪者》           | 孫令賢     |
| 2024年 | 華視、公視台語台       | 《無罪推定》                  | 劉金香     |
| 2025年 | 公視                   | 《我們與惡的距離 II》         | 孫令賢     |
| 2025年 | 三立台灣台             | 《天知道》                    | 陳秀卿     |

### 綜藝實境節目主持
- 與許效舜、宋偉恩、劉品言主持《花甲少年趣旅行》第11-13集。（2022年6月18日-7月2日）[8][9]

### 綜藝節目短劇
- 2011年：華視《歡樂EVERYDAY 嘉慶君遊台灣》飾 嘉慶君
- 2012年：華視 週末快樂頌-週末Special
- 2012年：中視 萬秀豬王-萬秀劇場
- 2014年：華視《華視天王豬哥秀 - 現代嘉慶君》 飾 亮母

### 短片
- 2015年：千禧之愛健康基金會《擁抱的記憶》
- 2016年：《母親節特輯：13 種媽媽的特質 - 只有妳/你知道》
- 2021年：第58屆金馬獎《著迷》飾演 電影院大姊

### MV
- 2018年：談詩玲《無妳哪有我》
- 2022年：比佛利《阮是無人的》

## 音樂劇/歌仔戲
- 2018年：《風中浮沈的花蕊》、衛武營開幕大戲《相思唱歌仔》
- 2019年：《我的媽媽欠栽培》
- 2023年：春河劇團《我妻我母我丈母娘》

| 戲團             | 戲名                            |
| 陳美雲歌劇團     | 穆桂英                          |
| 陳美雲歌劇團     | 秦香蓮                          |
| 河洛歌仔戲團     | 彼岸花                          |
| 河洛歌仔戲團     | 太子回朝                        |
| 河洛歌仔戲團     | 漢宮怨                          |
| 河洛歌仔戲團     | 鳳冠夢                          |
| 河洛歌仔戲團     | 三戲正德皇帝                    |
| 河洛歌仔戲團     | 啞女告狀                        |
| 河洛歌仔戲團     | 團圓之後                        |
| 河洛歌仔戲團     | 周公鬥法桃花女                  |
| 河洛歌仔戲團     | 梁皇寶懺                        |
| 河洛歌仔戲團     | 良弓吟                          |
| 河洛歌仔戲團     | 風起雲湧鄭成功                  |
| 河洛歌仔戲團     | 山寨情仇                        |
| 河洛歌仔戲團     | 鼠鬥龍爭                        |
| 河洛歌仔戲團     | 呂洞賓                          |
| 河洛歌仔戲團     | 新天鵝宴                        |
| 閩南嶼           | 呂蒙正破窯記                    |
| 唐美雲歌仔戲團   | 人間盜                          |
| 黃香蓮歌仔戲團   | 江南第一風流才子                |
| 許亞芬歌仔戲團   | 《菩提禪心》寬人律己安自在      |
| 許亞芬歌仔戲團   | 慈悲三昧水懺                    |
| 許亞芬歌仔戲團   | 馬賢伏龍                        |
| 安琪歌子戲工作坊 | 《菩提禪心》高僧傳~百丈懷海禪師 |
| 蘭陽戲劇團       | 小國哀歌                        |
| 蘭陽戲劇團       | 吉人天相及蔣渭水                |
| 蘭陽戲劇團       | 媽祖護眾生                      |
| 蘭陽戲劇團       | 財主佳人                        |
| 蘭陽戲劇團       | 欽差大大大人                    |
| 蘭陽戲劇團       | 乞食國舅                        |
| 蘭陽戲劇團       | 陳世美與秦香蓮                  |
| 蘭陽戲劇團       | 海神天后林默娘                  |
| 廖瓊枝歌仔戲     | 宋宮祕史                        |
| 廖瓊枝歌仔戲     | 火燒紅蓮寺                      |
| 廖瓊枝歌仔戲     | 山伯英台                        |
| 廖瓊枝歌仔戲     | 什細記及人間國寶Ⅱ─牡丹薪唱      |
| 正明龍歌劇團     | 戲遊諸羅                        |
| 正明龍歌劇團     | 阿公的話                        |
| 正明龍歌劇團     | 偷天換日之法外青天              |
| 正明龍歌劇團     | 相思唱歌仔                      |
| 正明龍歌劇團     | 天上人間桃花願                  |
| 乾坤劇坊         | 香蓮告青天                      |

## 廣告
- 景岳生技好菌專家 醣美樂ADR-1專利益生菌膠囊
- 數位機上盒 免費安裝篇

## 獎項紀錄
| 年份   | 頒獎典禮                 | 獎項                       | 作品                     | 角色     | 結果 |
| ------ | ------------------------ | -------------------------- | ------------------------ | -------- | ---- |
| 2006年 | 臺北市95年歌子戲觀摩匯演 | 優秀演員獎                 | 《楊金花》               | 佘太君   | 獲獎 |
| 2010年 | 第47屆金馬獎             | 最佳女配角                 | 《當愛來的時候》         | 大媽     | 提名 |
| 2012年 | 第47屆金鐘獎             | 迷你劇集／電視電影女主角獎 | 《金孫》                 | 吳麗花   | 提名 |
| 2013年 | 第48屆金鐘獎             | 戲劇節目女配角獎           | 《含笑食堂》             | 楊秋鑾   | 提名 |
| 2015年 | 第17屆台北電影獎         | 最佳女配角                 | 《醉·生夢死》            | 母親     | 獲獎 |
| 2015年 | 第52屆金馬獎             | 最佳女配角                 | 《醉·生夢死》            | 母親     | 獲獎 |
| 2015年 | 第四屆 華劇大賞          | 最佳催淚獎                 | 《我的寶貝四千金》       | 許鳳儀   | 獲獎 |
| 2015年 | 第四屆 華劇大賞          | 最佳實力派演員             | 《我的寶貝四千金》       | 許鳳儀   | 提名 |
| 2016年 | 第16屆華語電影傳媒盛典   | 最佳女配角                 | 《醉·生夢死》            | 母親     | 獲獎 |
| 2016年 | 第五屆 華劇大賞          | 最佳催淚獎                 | 《大人情歌》             | 高林滿滿 | 獲獎 |
| 2019年 | 第56屆金馬獎             | 最佳女主角                 | 《那個我最親愛的陌生人》 | 王鳳     | 提名 |
| 2020年 | 第22屆台北電影獎         | 最佳女主角                 | 《那個我最親愛的陌生人》 | 王鳳     | 提名 |
| 2021年 | 第25屆亞洲電視大獎       | 最佳女配角獎               | 《四分之3》              | 阿嬌姨   | 提名 |

## 外部連結
- 雪飛鳳舞~呂雪鳳~的Facebook專頁
- 呂雪鳳的新浪微博
- 呂雪鳳在香港影庫上的簡介
- 呂雪鳳在时光网上的簡介（简体中文）
- 呂雪鳳在豆瓣上的资料（简体中文）